# Возвишенський район
Возви́шенський район (рос. Возвышенский район, каз. Возвышенка ауданы) — колишній район у складі Північноказахстанської області Казахської РСР (1967-1991) та Казахстану (1991-1997).

## Історія
Возвишенський район утворено 2 січня 1967 року шляхом виділення із Булаєвського району 8 сільрад — Возвишенської, Ждановської, Карагандинської, Майбалицької, Молодогвардійської, Совєтської, Таманської та Узункольської.
31 березня 1977 року до складу Таманської сільради передано села Писаревка, Комсомол, Леніно та селище Писаревка Успенської сільради Булаєвського району.
Рішенням Північно-Казахстанського обласного виконкому від 1 вересня 1977 року село Веселовка було передане зі складу Успенської сільради Булаєвського району до складу Писаревської сільради Возвишенського району.
Указом Президії Верховної Ради Казахської РСР від 5 травня 1978 року було утворено Бастомарську сільраду з центром у селі Бастомар.
Указом Президії Верховної Ради Казахської РСР від 30 червня 1989 року село Жданово було перейменовано в село Золота Нива, а Ждановська сільрада — у Золотонивську сільраду.
8 грудня 1993 року в країні була розпочата адміністративна реформа, при якій сільради перетворені в сільські округи, міські та селищні ради — у міські та селищні адміністрації відповідно. 12 січня 1994 року адміністративні зміни відбулись в Північноказахстанській області, в Возвишенському районі було утворено 12 сільських округів.
23 травня 1997 року район був ліквідований, територія увійшла до складу Булаєвського району.